# Taha Ismail
Taha Ismaïl (arabe : طه اسماعيل) (né le 8 février 1939 en Égypte) est un joueur de football international égyptien, qui évoluait au poste d'attaquant, avant de devenir ensuite entraîneur.

## Biographie

### Carrière de joueur
Comme joueur, il remporte la Coupe d'Afrique des nations 1959.

### Carrière d'entraîneur
Comme entraîneur, il dirige la sélection saoudienne et par deux fois la sélection égyptienne.